# Kadath
Kadath är en fiktiv plats påhittad av H. P. Lovecraft.
I novellen "Sökandet efter det drömda Kadath" (1943) beskrivs Kadath som platsen där jordens drömgudar vistas. Det är ett palats med kolossala proportioner som är belägen på toppen av ett enormt kosmiskt berg i Kalla ödemarken (Cold Waste) i Drömländerna. Kadath nämns även i novellen "Fasan i Dunwich" (1929) i ett stycke från boken Necronomicon.